# Axe syntagmatique
L'axe syntagmatique est une notion fondamentale de linguistique structurale qui fonctionne en association avec l’axe paradigmatique comme en mathématiques l'axe des abscisses et celui des ordonnées.
Une chaîne parlée est une suite d'éléments du discours, les syntagmes, qui se positionnent sur l'axe syntagmatique (« en abscisse » ou « en x »). À chaque syntagme correspond une classe de valeurs possibles (« en ordonnée » ou « en y »), nommée paradigme. Chacune des valeurs possibles de cet axe est également appelé paradigme (comme en mathématiques « y » désigne à la fois l'ordonnée et l'ensemble des valeurs).
Exemple :
« Papa aime Maman » et « Le boulanger fait son pain » ont le même axe syntagmatique, on peut décomposer ces deux phrases en trois unités, en trois syntagmes.
Le syntagme « Papa » et le syntagme « le boulanger » sont des paradigmes du sujet, les syntagmes « aime » et « fait » sont des paradigmes du verbe, « Maman » et « son pain » sont des paradigmes du complément.
Un des apports essentiels de Roman Jakobson (qui se base sur les travaux de Saussure) aux sciences du langage est d'avoir mis en évidence l'interaction entre l'axe syntagmatique qui est un enchaînement de signifiants, et l’axe paradigmatique où chaque signifié de la même classe est interchangeable.